# Петров, Александр Анатольевич (бизнесмен)
Александр Анатольевич Петров (род. 25 марта 1981, Крымск, Краснодарский край, СССР) — российский бизнесмен, топ-менеджер и инвестор. Основной сферой деятельности является управление операционными и финансовыми блоками компаний из нефтехимической отрасли. На 2024 год — член правления ООО «Сибур».

## Биография

### Образование, начало карьеры
В 2003 году окончил финансовую академию при правительстве РФ по специальности «финансы и кредит». В 2014 в бизнес-школе INSEAD во Франции получил степень MBA для руководителей высшего звена в бизнес-школе INSEAD во Франции.
С июля 2002 года работал в ЗАО «Прайсвотерхаус Куперс Аудит» в должности консультанта по аудиту, затем старшего консультанта.

### Работа в СИБУРе
В апреле 2006 года Петров перешёл на работу в ОАО «СибурТюменьГаз», одну из операционных структур ООО «СИБУР», занимающуюся приемом и переработкой попутного нефтяного газа (ПНГ) на территории Западной Сибири. В ОАО «СибурТюменьГаз» занимал должности начальника экономического управления и финансового директора. В течение 6 лет управлял планово-экономической деятельностью предприятия и отделом труда и заработной платы.
В 2012 году под руководство Петрова также было передано управление финансовым контролем и отчетностью ООО «СИБУР».
С 2016 года является членом правления и управляющим директором по экономике и финансам ООО «СИБУР». В результате его работы «Сибур» получил инвестиционные рейтинги от Fitch и S&P, а также вошёл в число лидеров среди российских компаний по срокам формирования отчетности и по производительности труда в финансовых подразделениях. Под его руководством изменилась роль финансового блока в компании, был пересмотрен его функционал. Также, под управлением Петрова СИБУР стал первой компанией в российской нефтегазохимической отрасли, которая перешла в своей работе на систему performance-контрактов.
В сентябре 2020 возглавил дирекцию пластиков, эластомеров и органического синтеза — одно из ключевых бизнес-подразделений холдинга, а также стал куратором закупочной деятельности «Сибура».
С 1 декабря 2020 года исполнял обязанности генерального директора АО «СИБУР-Химпром». На 2022 год был генеральным директором АО «ПОЛИЭФ». Под управлением Петрова на площадке «ПОЛИЭФ» реализован и с 2022 года действует один из крупнейших российских проектов по вовлечению в переработку и повторное производство бывших в употреблении пластиковых бутылок (ПЭТ) в Благовещенске (Башкортостан). На 2024 год «Полиэф» обеспечивает возможность возвращения в повторное использование до 34 тыс. тонн подобного материала в год, что эквивалентно около 1,7 млрд пластиковых бутылок. Проект является частью стратегии устойчивого развития СИБУРа.
Также под руководством Александра Петрова в качестве куратора закупочной деятельности «Сибур» значительно расширил взаимодействие с поставщиками, что привело к оптимизации бизнес-процессов и расходов компании. Так, на 2023 год число закупок товаров и услуг у местных поставщиков достигло 40%, выросла средняя стоимость тендера.
В качестве члена правления «Сибура» Александр Петров также курирует ряд проектов организационного развития и взаимодействия с высшими учебными заведениями.

## Признание
В 2019 году вошёл в рейтинг «1000 лучших менеджеров России», составленный газетой «Коммерсант», в 2019 и 2020 годах вошёл в рейтинг «Топ-100 финансовых директоров России», от того же «Коммерсанта».

## Благотворительность
Александр Петров является одним из учредителей благотворительного фонда «Путевка в жизнь», помогающего талантливым ребятам получить образование.